# Scoot

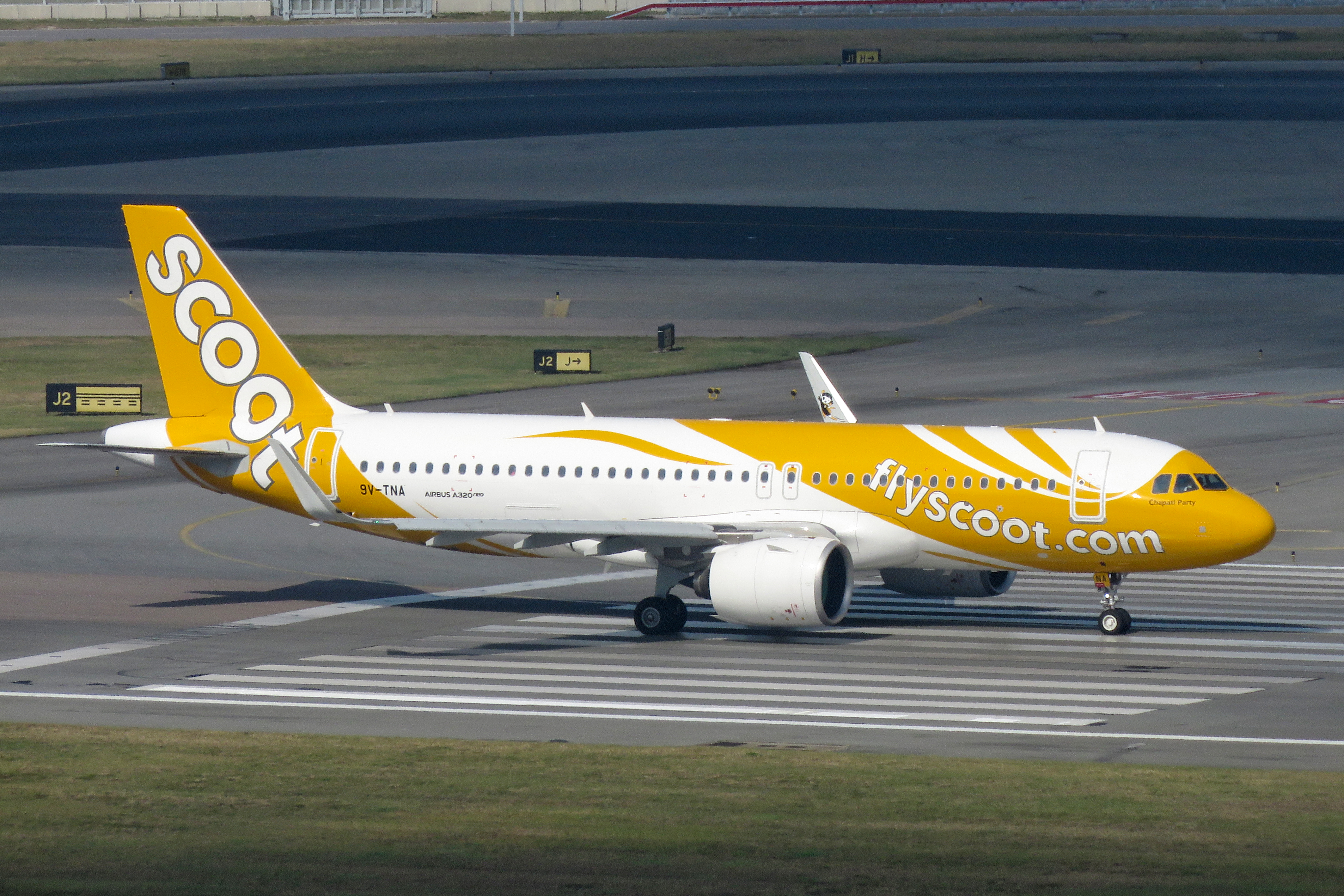
Airbus A320neo należący do linii na lotnisku w Hongkongu

Scoot – singapurskie tanie linie lotnicze, wchodzące w skład holdingu Singapore Airlines Group. Głównym centrum przesiadkowym jest singapurski Port lotniczy Changi. Aktualnie linie Scoot utrzymują regularne połączenia z 60. miastami w 18. krajach, przede wszystkim w Azji Południowo-Wschodniej, Dalekim Wschodzie, Subkontynencie indyjskim, Australii oraz Półwyspie Arabskim. 

## Historia
- W maju 2011 Singapore Airlines ogłosiła chęć utworzenia tanich linii lotniczych dla uzupełnienia tras średniego i dalekiego zasięgu do Australii, Chin oraz Tajlandii.
- W lipcu 2011 Singapore Airlines ogłosiła, że prezesem nowych tanich linii lotniczych zostanie Campbell Wilson.
- W listopadzie 2011 o nazwie Scoot została oficjalnie utworzona.
- W styczniu 2012 zaprezentowała stroje personelu pokładowego o kolorze czarnym i żółtym[1].
- Pierwsza operacja lotnicza odbyła się w czerwcu 2012[2] - początkowo flota składała się wyłącznie z 6. samolotów typu Boeing-777-200ER.
- 4 listopada 2016 towarzystwo założycielskie Singapore Airlines ogłosiło zamiar połączenia linii Scoot z innymi, działającymi w Singapurze tanimi liniami lotniczymi – Tigerair.

Oficjalne połączenie obu linii nastąpiło 25 lipca 2017 nazwą i marką handlową Scoot.

## Połączenia Scoot
1 września 2018 linie lotnicze SCOOT wykonywały z/do Singapuru loty 44. wyłącznie odrzutowymi samolotami typu: Airbus-A319, Airbus-A320, Boeing-787-8 oraz Boeing-787-9 do 66. portów lotniczych w 18. krajach Azji i Australii oraz Europy (Ateny i Berlin), oferując na pokładach na trasach krótkiego i średniego zasięgu tylko klasę ekonomiczną, a na połączeniach długodystansowych i międzykontynentalnych 2. klasy obsługi: ScootPlus oraz Economy. 
Produkt linii Scoot stanowi uzupełnienie oferty i produkty linii: Singapore Airlines oraz SilkAir.

## Flota

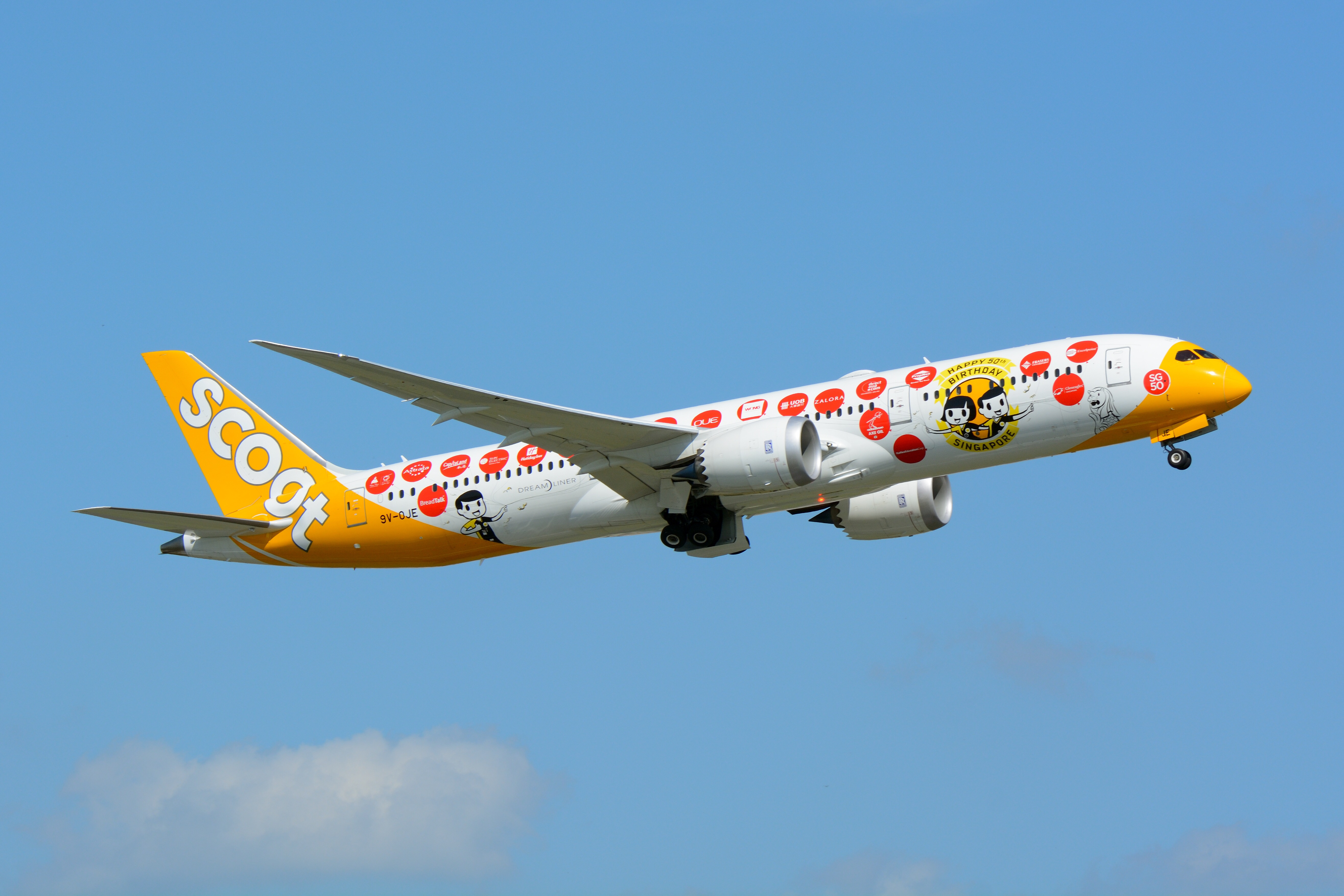
Boeing 787-9 Scoot w specjalnym malowaniu z okazji 50 rocznicy niepodległości Singapuru

Według stanu na styczeń 2025 flota Scoot składała się z 55 samolotów o średnim wieku 7,2 lat:
| Samolot         | Samolot | Samolot   | Liczba miejsc | Liczba miejsc | Liczba miejsc | Uwagi                           |
| Model           | Aktywne | Zamówione | P             | E             | Łącznie       | Uwagi                           |
| --------------- | ------- | --------- | ------------- | ------------- | ------------- | ------------------------------- |
| Airbus A320-200 | 14      | -         | -             | 180           | 180           |                                 |
| Airbus A320neo  | 6       | 12        | -             | 186           | 186           | Planowana dostawa do końca 2025 |
| Airbus A321neo  | 9       | 7         | -             | 236           | 236           | Planowana dostawa do końca 2025 |
| Boeing 787-8    | 11      | -         | 18            | 311           | 329           |                                 |
| Boeing 787-8    | 11      | -         | 21            | 314           | 335           |                                 |
| Boeing 787-9    | 10      | 1         | 35            | 340           | 375           |                                 |
| Embraer E190-E2 | 5       | -         | -             | 112           | 112           |                                 |
| Łącznie         | 55      | 20        |               |               |               |                                 |

## Kierunki lotów[5]
- Australia
  - Port lotniczy Gold Coast
  - Port lotniczy Melbourne
  - Port lotniczy Sydney
  - Port lotniczy Perth

- Chiny
  - Port lotniczy Tiencin-Binhai
  - Port lotniczy Harbin-Taiping
  - Port lotniczy Kunming-Wujiaba
  - Port lotniczy Nanchang-Changbei
  - Port lotniczy Wuhan-Tianhe
  - Port lotniczy Ningbo-Lishe
  - Port lotniczy Xi’an-Xianyang
  - Port lotniczy Zhengzhou-Xinzheng
  - Port lotniczy Nanning-Wuxu
  - Port lotniczy Jinan-Yaoqiang
  - Port lotniczy Qingdao-Liuting
  - Port lotniczy Guangzhou
  - Port lotniczy Nankin-Lukou
  - Port lotniczy Changsha-Huanghua
  - Port lotniczy Haikou-Meilan
  - Port lotniczy Wuxi-Shuofang
  - Port lotniczy Hangzhou-Xiaoshan
  - Port lotniczy Fuzhou-Changle
  - Port lotniczy Shenyang-Taoxian

- Singapur
  - Port lotniczy Singapur-Changi (baza)

- Tajlandia
  - Port lotniczy Bangkok-Suvarnabhumi
  - Port lotniczy Bangkok-Don Muang
  - Port lotniczy Phuket
  - Port lotniczy Krabi
  - Port lotniczy Chiang Mai
  - Port lotniczy Hat Yai

- Tajwan
  - Port lotniczy Tajpej-Taiwan Taoyuan
  - Port lotniczy Kaohsiung

- Japonia
  - Port lotniczy Narita
  - Port lotniczy Kansai
  - Nowy port lotniczy Sapporo-Chitose
- Wietnam
  - Port lotniczy Hanoi
  - Port lotniczy Tân Sơn Nhất w Ho Chi Minh
- Wielka Brytania
  - Port lotniczy Londyn-Gatwick
- Niemcy
  - Port lotniczy Berlin Brandenburg
- Grecja
  - Port lotniczy Ateny
- Hongkong
  - Port lotniczy Hongkong
- Makau
  - Port lotniczy Makau
- Indie
  - Port lotniczy Hyderabad-Begumpet
  - Port lotniczy Tiruchirappalli
  - Port lotniczy Coimbatore
  - Port lotniczy Amritsar
  - Port lotniczy Thiruvananthapuram
  - Port lotniczy Visakhapatnam
- Indonezja
  - Port lotniczy Denpasar
  - Port lotniczy Balikpapan
  - Port lotniczy Yogyakarta-Adisucipto
  - Port lotniczy Sam Ratulangi
  - Port lotniczy Semarang-Achmad Yani
  - Port lotniczy Makasar-Sultan Hasanuddin
  - Port lotniczy Palembang
  - Port lotniczy Surabaja-Juanda
  - Port lotniczy Dżakarta-Soekarno-Hatta
  - Port lotniczy Pekanbaru
- Laos
  - Port lotniczy Wientian-Wattay
  - Port lotniczy Luang Prabang
- Malezja
  - Port lotniczy Ipoh
  - Port lotniczy Penang
  - Port lotniczy Kuantan
  - Port lotniczy Kota Kinabalu
  - Port lotniczy Langkawi
  - Port lotniczy Kuala Lumpur
  - Port lotniczy Miri
  - Port lotniczy Kuching
- Filipiny
  - Port lotniczy Mactan-Cebu
  - Port lotniczy Manila
  - Port lotniczy Diosdado Macapagal
- Arabia Saudyjska
  - Port lotniczy Dżudda
- Korea Południowa
  - Port lotniczy Czedżu
  - Port lotniczy Seul-Inczon